# Avgust Strindberg
Johan Avgust Strindberg (šved. Johan August Strindberg [ˈoːɡɵst ²strɪnːdbærj]; Stokholm, 22. januar 1849 — Stokholm, 14. maj 1912) bio je švedski pisac, dramaturg i slikar. Od svog najranijeg rada, Strindberg je razvio inovativne oblike dramskog delovanja, jezika i vizualne kompozicije. Smatra se „ocem” savremene švedske književnosti, a njegova Crvena soba (1879) često se opisuje kao prvi moderni švedski roman.
Strindberg se smatra jednim od najznačajnih švedskih pisaca i začetnikom modernog teatra. U svojim autobiografskim delima, posebno romanu Služavkin sin (Tjenstekvinnans son) svoje detinjstvo je prikazivao težim nego što je zaista bilo. Radio je kao kućni učitelj, činovnik u telegrafskom uredu, glumac, bibliotekar, novinar, a okušao se i u studijama medicine.
Tri puta se ženio: Siri von Essen, Frieda Uhl i Harriet Bosse. Njegov odnos prema ženama bio je prilično problematičan, od mišljenja da žene i muškarci imaju ista prava u Brakovima I (Giftas I) do mizoginih viđenja u Brakovima II (Giftas II) i drugim delima.
Pisao je romane, novele, pripovetke, pesme, kritike, pisma, ali je najveću vrednost dostigao u dramama, posebno naturalističkim, na primer Gospođicom Julijom (Fröken Julie) kojoj prethodi Predgovor (Förord), značajan manifest naturalizma; dok se drame Igra snova (Ett drömspel) i Sablasna sonata (Spöksonaten) smatraju pretečom ekspresionizma. Njegov naturalizam razlikuje se od naturalizma Emila Zole.

## Biografija

### Mladost
Johan August Strindberg rođen je 22. januara 1849. godine na ostrvu Ridarholmen u Stokholmu, kao treće od osmoro dece iz očevog prvog braka. Po svom domu iz detinjstva naslovio je dramu Spaljena zemlja (Brända tomten). Porodica se 1851. preselila u Klarkvarteren, deo grada koji pripada stokholmskoj oblasti Normalm, a 1856. u ulicu Norrtullsgatan.
Njegov otac, Karl Oskar Strindberg, poslovao je s parobrodima kao agent, i bio je odgovoran za protok robe na Melarenu i kanalu Jeta. Majka, Eleonora Ulrika Norling, služila je u gostionici u Liljeholmenu, a pre udaje 1847. radila je kod Karla Oskara kao kućepaziteljka, otkuda i potiče Strindbergova ideja da jedan svoj roman nazove Služavkin sin. Njena pobožnost izvršila je veliki uticaj na pisca.
Kao dete, Strindberg je bio tih i povučen. Otac mu je bio strog, te je odrastao okružen disciplinom, bogobojažljivošću, i interesovanjem za kulturu. U detinjstvu se posvetio čitanju knjiga iz oblasti prirodnih nauka i cvećarstva. Krenuo je u školu u Klari 1856. godine. Strindberg je 30. decembra 1861. napisao pismo o svom prijatelju Flodkrancu, koji se utopio propavši kroz led na jezeru Brunsviken. U noći između 19. i 20. marta 1962. preminula mu je majka, nakon čega se njegov ionako loš odnos sa ocem pogoršao. Otac mu se naredne godine oženio trideset godina mlađom Emilijom Šarlotom Petešon, koja je 22 godine radila kod njih kao služavka i koju je Strindberg mrzeo. Ona je igrala ulogu stroge majke pre svega prema njegovim sestrama.
Strindberg je 1867. završio privatnu gimnaziju u Stokholmu i upisao Univerzitet u Upsali, koji je napustio nakon pola semestra jer mu se tamo nije dopadalo, a imao je i novčanih poteškoća. Nakon toga izdržavao se radeći kao nastavnik u narodnim školama i privatni učitelj dok je studirao medicinu. Zatim je pokušao da postane glumac u Kraljevskom dramskom pozorištu, gde je postao statista, ali je 1870. odlučio da se vrati u Upsalu. Upravo je u svojim studentskim danima počeo da piše.
Ostvarivanju njegove akademske karijere isprečio se njegov običaj da protivreči i svađa se sa profesorima, i on je napustio studije ne diplomiravši. Njegov literarni talenat primetio je i sam kralj, Karl XV, koji mu je, prepoznavši njegov potencijal, dodelio stipendiju 1871. za buduće univerzitetske studije. U zbirci pripovedaka Från Fjärdingen och Svartbäcken (1877) Strindberg satirično i pesimistično predstavlja svoja sećanja iz Upsale. Nakon dve godine zbog finansijske situacije morao je da prekine sa studijama i vrati se u prestonicu, na veliko nezadovoljstvo svoga oca. Počeo je da piše književne kritike u značajnijim novinama, gde je prevodio i dečje pesmice s engleskog, među kojima se nalazi i Bä, bä, vita lamm. Godine 1874. radio je u novinama Dagens Nyheter, a iste godine dobio je i posao asistenta u Kraljevskoj biblioteci, koji je zadržao do 1882. Specijalizovao se za kineski jezik i postao je priznat kao sinolog. Pri Kraljevskoj biblioteci je takođe stekao znanja iz kulturne istorije i književnosti. Otac je odlučio da će njegov miljenik Oskar naslediti celu firmu, a nakon jedne svađe 1876. godine, Strindberg više nikada nije video oca.
Kao mladić, upoznao je udatu Šveđanku iz Finske, Siri fon Esen (rođena 1850), ali to što je bila udata nije sprečilo Strindberga u nameri da osvoji njeno srce. Rekao joj je da ne može da ima decu, no ona je ubrzo zatrudnela, zbog čega je ostavila svog muža, takođe nevernog, i udala se za Strindberga 1877. godine. Siri fon Esen je sanjala o glumačkoj karijeri, što joj je omogućio ovaj brak. Nedugo potom shvatili su da im dete nije došlo u povoljnom trenutku, pa su ga napustili i ono je umrlo nakon tri dana. Kasnije su dobili ćerku Karin (1880), zatim Gretu (1881), i sina Hansa (1884).

### Proboj
Drama Gospodar Olof, započeta 1872. godine, predstavlja prvi komad kojim je Strindberg pokušao da se probije na švedsku dramsku scenu. On ju je poslao na konkurs Švedske akademije, ali se Akademiji nije dopala. Onda ju je poslao upravi Kraljevskog pozorišta, gde opet nije bila prihvaćena, već mu je rečeno da se vrati kada je prepravi. Pet puta ju je Strindberg prepravljao, i svaki put je bio odbijen, na osnovu toga što drama sadrži nihilizam i bogohuljenje. Izgubivši tako pet godina, mladi pisac je želeo da se ubije. Drama nije postavljena na scenu sve do 1881. godine, u pozorištu Nya teatern.
Strindbergov proboj započinje objavljivanjem romana Crvena soba, koji oslikava njegov boemski život u Stokholmu i koji mu je doneo slavu. Ovo delo označilo je dolazak naturalizma u švedsku književnost, kao i književni period u Švedskoj poznat kao "osamdesete godine devetnaestog veka". Jedno od njegovih najzlobnijih dela, Novo carstvo (1882), predstavlja obračun sa švedskom javnošću u raznim situacijama, poput rečitih debata na staleškoj skupštini o uvođenju predstavničkog sistema i prazničnog otvaranja novih železnica, koje obavezno kulminira kraljevom zdravicom. Zvaničnici su govorili da je Strindberg lagao o njihovim porocima, i da je u pitanju skandalozno pisanje. Pošto je u velikoj meri kritikovao sve društvene institucije, čak su i hroničari smatrali da nije umesno da se jedan pisac beletristike meša u takva pitanja.
O njemu se mnogo diskutovalo i bio je predmet opštih kritika, te je bio prinuđen da napusti Švedsku. Sa ženom Siri fon Esen (koja je bila razočarana što mora da napusti zemlju i pozorište) i decom, nastanio se u septembru 1883. godine u skandinavskoj umetničkoj koloniji u Gre sir Luanu u Francuskoj, ali samo nekoliko nedelja kasnije preselio se u Pariz, a kasnije u Oši na Ženevskom jezeru, južno od Lozane, u Švajcarskoj.
U inostranstvu, Strindberg je nastavio da piše i objavljuje autobiografska dela poput zbirke pripovedaka Brakovi, i romana Služavkin sin i Ispovest ludaka (En dåres försvarstal), drame kao što su Otac i Gospođica Julija, kao i društveno kritička dela poput Utopier i verkligheten (Utopije u stvarnosti). Zbog prvog dela Brakova, bio je optužen za bogohuljenje, što je rezultiralo sudskim procesom. Iako je oslobođen, borba oko knjige ostavila je psihičkog traga na njemu, i on se našao u izgnanstvu.
Nakon oslobađajuće presude, kritikovao je Švedsku akademiju, za koju je smatrao da se sastoji od amatera, a hteo je i da se osveti kralju Oskaru II i kraljevskoj porodici, zbog njihove uloge u sudskom procesu oko Brakova. Kralj je želeo da se Strindbergova dela zabrane. Tokom perioda izgnanstva, do 1889. godine, brak mu je sve teže padao, što je bez sumnje uticalo na karakterizaciju ženskih likova u njegovim delima.

### Inferno kriza
August i Siri Strindberg razveli su se 1891. godine. Strindberg ju je isprva snažno voleo, ali se to naposletku pretvorilo u ogromnu mržnju. Njihov rastanak pratila je umetnička kriza. Strindberg se preselio u Berlin, gde je dane provodio u društvu, između ostalog, Edvarda Munka, poljskog pisca Stanislava Pšibiševskog, i švedskog pisca Adolfa Paula. Nalazili bi se u vinskom podrumu koji su posetioci prozvali Zum schwarzen Ferkel (Crno prase), gde je počeo da pije apsint, tada moderno halucinatorno piće koje su konzumirali mnogi umetnici. Laura Marholm, supruga švedskog pisca Ule Hansona, preuzela je na sebe zadatak da učini Strindberga poznatim i cenjenim u Nemačkoj, što je dovelo do toga da Strindberg pomisli da je ona to učinila kako bi ga strpala u ludnicu i da je ukrala njegova pisma kako bi ih iskoristila protiv njega.
Tokom kratkog braka (1893–1897) s austrijskom novinarkom Fridom Ul, sa kojim je dobio ćerku Kerstin, Strindberga je zahvatila psihička kriza. Prema poznatoj slici simptoma, naučnici iz te oblasti zaključili su da može biti reč o paranoji. Ovaj period, od avgusta 1894. do kraja 1896. godine, naziva se "inferno kriza", iz koje su proistekla dela Inferno, Legende, i Put u Damask. Delimično autobiografsko delo Infrerno napisano je na francuskom za publiku koja se interesovala za okultno, a bavi se religioznom i pshičkom krizom kroz koju je prošao tokom boravka u Parizu i Austriji,
Između 1893. i 1896. živeo je severno od Amštetena, gde su živeli baba i deda njegove žene. U Saksenu, gde se danas nalazi njegov muzej, jedini takav van Švedske, doživeo je svoja otkrovenja o paklu na zemlji, a meštani su ga zvali čudakom, "ein Spinner".
Tokom inferno krize, Strindberg je iz zdravstvenih razloga stanovao kod svog prijatelja Andeša Elijasona u Istadu, čija kuća mu je poslužila kao inspiracija za Inferno. U Istadu je bio u bolnici zato što mu je bavljenje alhemijom nagrizlo ruke. Godine 1896. stanovao je u pariskom hotelu Orfila, nazvanom po hemičaru Matjeu Orfili, u vreme kada nastupila psihoza, pa je mislio da ga progoni falsifikator umetnina i činilo mu se da čuje kucanje u zidovima. Hotel ga je podsećao na manastir.
Takođe je upoznao jednog nemačkog slikara za koga je verovao da je dvojnik iscelitelja Francisa Šlatera, koji je mistično nestao godiniu dana ranije, zbog čega se uplašio i u panici napustio Pariz. "Je li to Poljak sa svojim gasnim aparatom ili su to električni inženjeri sa akumulatorima i reflektorima? ... Vidite li sada da nisam maničan, već progonjen..." napisao je o ovom događaju. Poljak koga pominje je Stanislav Pšibiševski, za koga je Strindberg verovao da je došao u Pariz kako bi ga ubio.
Između 30. jula i 28. avgusta 1896. Strindberg je ponovo bio u poseti kod Aneša Elijasona, čije je dvorište pripojio manastiru u Infernu. Bengalske ruže o kojima piše u poglavlju "Pakao" i dalje se nalaze ispred kuće u Istadu. Nakon ove posete, Strindberg se preselio u Lund, gde je i napisao Inferno, i upoznao pesnika Emila Klena, jednog od malobrojnih prijatelja koje nije pretvorio u neprijatelje.
Strindbergova sestra Elizabet je 1898. primljena u bolnicu zbog manije proganjanja i depresije i umrla je 1904. u bolnici u Upsali. Lik Eleonore u drami Uskrs (Påsk) inspirisan je upravo njom. Od sredine devedestetih godina 19. veka, Strindberg započinje sa naučnim i alhemijskim eksperimentima, želeći, između ostalog, da napravi zlato. U ovom periodu u njegovom stvaralaštvu uočava se novo usmerenje: od anarhizma, realizma i naturalizma ka mistici, simbolizmu i okultizmu.

### Povratak u Stokholm
Iako je tada već bio poznat pisac, to ne znači da nije imao finansijskih problema (nikada nije umeo da vodi računa o novcu), a bio je i dalje kontoverzan. Preselio se u Estermalm u Stokholmu 1898. godine, a 1904. napisao je roman sa ključem Svarta fanor, u kome je opisao kulturnu elitu u glavnom gradu, a posebno mlađu generaciju pisaca.
Godine 1901. oženio se glumicom Harijet Bose, a par je naredne godine dobio ćerku An Mari (koja je umrla 2007. u svojoj 105. godini života). U tom periodu iznajmljivao je kuću na Furusundu, koja mu je poslužila kao inspiracija za mnoštvo motiva prisutnih u delima poput drame Igra snova (Ett drömspel). Brak sa Harijet Bose trajao je do 1904. godine. Tokom tog perioda, Strindberg je pisao pozorišne komade inspirisane Šekspirom (Gustav Vasa, Erik XIV i Gustav III) kao i kamerne drame Nevreme (Oväder), Spaljena zemlja (Brända tomten), Sablasna sonata (Spöksonaten) i Pelikan (Pelikanen).
Godine 1903. napisao je autobigrafiju Ensam (Sam) u kojoj je opisao kako druge ljude doživljava kao pretnju, a naročito se bojao onih koji su imali pse. Pse je smatrao opasnim i prljavim životinjama, i bojao ih se kao i policije. Njegov otac je ispričao da taj strah od pasa verovatno potiče iz detinjstva, kada su komšije imale opasne pse kojih se bojao. Osnovao je "Intimno pozorište" 1907. godine, u kome su izvođene njegove drame.

### Poslednje godine
Strindberg se 1908. preselio u pansion Blå tornet (Plavi toranj), gde se danas nalazi njegov muzej. Tu je delimično iznajmljivao stan na četvrtom, a delimično biblioteku na šestom spratu. U to vreme Strindberg je imao sopstveni telefon. Broj je menjao nekoliko puta, i bio je tajan, odnosno, nije se mogao naći u imeniku. Poslednji broj telefona mu je bio 5622.
Osećao se umornim i mislio je da boluje od raka, što se ispostavilo tačnim. Tokom poslenjih godina života krenuo je putem kritike društva, što je u javnosti prouzrokovalo žustru debatu. Strindberg je postao ikona radničkog pokreta, a naročito radikalne grupe okupljene oko novina Stormklockan i njene borbe protiv konzervativaca i liberala. Na njegov 60. rođendan hiljade ljudi su uzvikivale Strindbergovo ime ispred njegovog doma, a istovremeno je nekoliko gradskih pozorišta izvodilo njegove predstave.
Kad je postalo jasno da kontroverzni Strindberg nikada neće dobiti Nobelovu nagradu za književnost, na inicijativu političara Seta Heglunda i uz podršku radničkog pokreta među "običnim" narodom održan je nacionalni skup kao "alternatina Nobelova nagrada". Uz pomoć 15 000 potpisnih listi i 40 000 donatora iz radničke klase i drugih društvenih grupa, skupljena je pozamašna suma od preko 45 000 kruna na Strindbergov 63. rođendan, 1912. godine, kada je preko 10 000 ljudi sa bakljama i zastavama trgovačke unije uz pratnju muzičkog udruženja radničkog pokreta paradiralo kraj njegove kuće jedne zimske večeri, dok je pisac sa malim društvom stajao na balkonu. Sakupljeni novac uručen mu je 2. marta, iako je sam Strindberg uz veliku zahvalnost izjavio da ne može da primi takav dar od siromašnih ljudi.
U kasnijim delima poput En blå bok (Plava knjiga, 1907) i Stora landsvägen (Široki seoski putevi, 1909) vidi se Strindbergovo opredeljenje za religiju.

### Smrt
Strindberg je umro u 63. godini života u 16:30, 14. maja 1912. godine, a sahranjen je 19. maja u 8:00, uz pratnju oko 60 000 ožalošćenih. Nad njegovim grobom stoji jednostavan krst od crne hrastovine sa natpisom O crux ave spes unica (Pozdrav, krste, jedina nado).
Na samrtničkoj postelji, Strindberg je zatražio svoju Bibliju sa noćnog stočića; uzeo ju je i izgovorio oproštajne reči životu, dok je kraj njega sedela ćerka Greta: "Došao sam do kraja ove životne knjige. Sada više ništa lično ne ostaje". Zatim je pokazao na svoju pohabanu Bibliju, pomazio ćerku i rekao joj: "Samo je ovo ispravno, Greta, draga Greta". Greta je tragično poginula samo pet nedelja kasnije u železničkoj nesreći kod Malmsleta.
Pre nego što je Strindberg umro, izdavačka kuća Alberta Bonijera kupila je prava na njegova sabrana dela. Karl Oto Bonijer isprva je ponudio 150 000 kruna (bez inostranih prava), ali je Strindberg odbio, zato što je Bonijer platio 100 000 kruna za sabrana dela Gustafa Fredinga (6 zbirki poezije). Kada je Bonijer podigao ponudu na 200 000, Strindberg se složio. Izdavačka kuća kasnije je kupila čak i prava koja je Strindberg prodao drugima, pa je konačna suma porasla na skoro 300 000 kruna.
Nakon Strindbergove smrti, Bonijerova izdavačka kuća objavila je njegova sabrana dela u 55 tomova. Tokom narednih 20 godina, Bonijer je prodao 1,7 miliona primeraka Strindbergovih knjiga. Između 1912. i 1927. izdavačka kuća je od prodaje njegovih knjiga zaradila skoro 10 miliona kruna.

## Književna dela
Strindberg je napisao oko šezdeset drama, deset romana, deset zbirki pripovedaka i najmanje osamsto pisama, što ga bez sumnje svrstava među najproduktivnije švedske pisce. Svojim delima, Strindberg je obuhvatio sva idejna strujanja s kraja 19. veka.

### Proza
Strindberg je uneo novine u švedsku prozu time što je deklamativni i retorski jezik u ranijoj prozi zamenio govornim jezikom, kao i time što je izneo oštra zapažanja preuzeta iz svakodnevice.
U ranim delima poput Crvene sobe, Švedskog naroda i Malog katehizisa Augusta Strindberga za nižu klasu kombinovao je socijalizam i realizam: precizni i često anahroni prikazi podržavaju nemilosrdnu kritiku države, crkve, škole, štampe, švedske privrede, kao i ostalih društvenih institucija, često iz ugla radničke klase i "neshvaćene" mladeži.
Inspirisan Ničeom i Rusoom, prikazivao je naturalističke i evolucionističke ideje u, na primer, Negovanom voću i Ljudima s Hemsoa: nasleđe i okolina tokom radnje vode likove njihovoj "prirodnoj" sudbini. U istorijskom romanu o natčoveku, Tschandala (Ćandala), koji je na danskom izašao 1889. a na švedskom 1897. godine, bavi se relativnošću ljudskog dostojanstva i pravom više klase da potčini nižu klasu. Tu je Strindberg napustio svoja socijalistička i demokratska gledišta. Ćandala je najniža indijska kasta, i prema Ničeu stoji na dnu kao đubrivo za arijevsko plemenito stablo. Tu reč je Strindberg upravo i preuzeo iz Ničeovog Antihrista.
U njegovom stvaralaštvu ima i elemenata ondašnjeg feminizma. Bio je protiv i prevelike čednosti, ali i, kako je on to nazivao, suviše radikalnih ideja o jednakosti: između ostalog je kritikovao Ibsenov Lutkin dom. Da je Strindbergov odnos prema ženama bio problematičan, vidi se u Brakovima: kritika porodice kao institucije društva prelazi u otvoren prezir prema ženama.
Strindberg je ponovo preuzeo svoju ulogu kritičara društva nakon 1900. godine romanima kao što su Crne zastave (Svarta fanor), u kome je napao svoje prijatelje, a naročito Gustafa Geijerstama, i Gotičke sobe (Götiska rummen), nastavak njegovog romana Crvena soba, ali mnogo oštrijeg tona. Nemilosrdnoj satiri bili su izloženi i protivnici, i kolege, i prijatelji.

### Drame
Strindberg je ukupno napisao preko 60 drama, i prvenstveno je zahvaljujući njima postao poznat u internacionalnom kontekstu. Pisao je različite žanrove, ali se najviše držao "teže" drame, dok pokušaji "lake" komedije - kao što su Igra s vatrom (Leka med elden, 1892) i Ivanjdan (Midsommar, 1900) - nisu bili toliko "laki" kao što je nameravao. Svojim prvim velikim delom smatrao je Gospodara Olofa (1872), iako su ga pozorišta odbijala zbog novog stila koji "ne poštuje istoriju", uprkos tome što je Strindberg napisao tri različite verzije. Kada je 1908. godine otvoreno Kraljevsko dramsko pozorište, prva predstava bila je Gospodar Olof, a počasni gost Strindberg. To je bila prva u nizu njegovih istorijskih drama inspirisanih Šekspirovim istorijskim komadima, sa brzim promenama scena i bogatom scenografijom, koje su pre opisivale istinske ljude nego cenjene istorijske ličnosti. Napisao je ukupno dvanaest komada o švedskim kraljevima i drugim ličnostima, kao i druge drame sa istorijskim setingom, na primer Tajna gilde (Gillets hemlighet, 1880), Žena gospodina Bengta (Herr Bengts hustru, 1882), i Näktergalen i Wittenberg (Slavuj u Vitenbergu, 1903), o Martinu Luteru.
Strindberg je takođe bio pionir u prelazu od starih, okoštalih pozorišnih formi ka jednoj modernijoj pozorišnoj umetnosti sa raznim eksperimentalnim formama koja glumcima dopušta prirodniji govorni jezik. Dramama Otac (Fadren, 1887), Gospođica Julija (Fröken Julie, 1888), Poverioci (Fordringsägare, 1888)‚ i Parija (Paria, 1889) postao je i pionir naturalističke drame. Naturalistički komadi često se bave ratom pshiholoških stanovišta, takozvanom „borbom umova“.
Nakon godina krize tokom poslednje decenije 19. veka, Strindbergove drame delimično su krenule u novom pravcu. I ranije se služio fantastičnim, što se suprotstavljalo težnjama realizma, ali dela poput drame Put u Damask (Till Damaskus, u tri dela 1898-1901) uvode potpuno nov žanrovski jezik. Idejama o religioznosti inspirisanim Emanuelom Svedenborgom i zgusnutim scenama snova, Strindberg je otvorio vrata ekspresionističkim i egzistencijalno-moralnim pitanjima u delima Advent (Advent, 1898), Uskrs (Påsk, 1900) i Krunska nevesta (Kronbruden, 1901), što se još jasnije vidi u Igri snova (Ett drömspel, 1901).
Vreme i mesto ne postoje; na pozadini beznačajne stvarnosti vrte se prikazi i stvaraju nove obrasce; jedna mešavina sećanja, doživljaja, slobodne uobrazilje, nerazumnosti i improvizacije. - Likovi se dele, udvostručuju se, isparavaju, zgušnjavaju se, odlaze, skupljaju se. No jedna svest stoji iznad svih, svest onoga koji sanja; za nju ne postoje ni tajne, ni posledice, ni skrupule, ni zakon.— Iz predgovora "Igri snova"
 Sa Intimnim pozorištem na umu, Strindberg je početkom 20. veka pisao takozvane kamerne drame, koje su objedinjavalje elemente različitih žanrova, ali su bile intimnijeg i svedenijeg karaktera od onog koji se obično povezuje sa dramom.
Godinu dana pre svoje smrti, Strindberg, koji se interesovao za fotografiju, dao je dozvolu za prvi nemi film zasnovan na njegovom stvaralaštvu, Otac (1912) Ane Hofman Udgren i Gustafa Udgrena. Za njim su usledili i drugi nemi filmovi, potom i zvučni filmovi, kao i televizijske i radijske produkcije.

### Poezija
Strindberg je za života objavio tri zbirke poezije: Dikter på vers och prosa (Pesme u stihu i prozi, 1883), Sömngångarnätter på vakna dagar (Mesečarske noći u budnim danima, 1884) i Ordalek och småkonst (Igra rečima i mala umetnost, 1905). Tome se mogu pridodati i pesme objavljene zajedno sa pripovetkama u zbirci Fagervik och Skamsund (Fagervik i Skamsund, 1902), a neke se mogu naći i u delima drugih žanrova, poput Služavkinog sina, i u Strindbergovim pismima.

## Debata
U romanu Crvena soba, Strindberg je kritikovao i ismevao etablirane društvene istitucije, a u delu Utopier i verkligheten (Utopije u stvarnosti) zagovarao je anarhizam koji se nije dopadao ni socijalistima ni konzervativcima, te je 1910. jednim člankom započela takozvana „rasprava o Strindbergu“, žustra debata o kulturi koja je nekoliko godina bila u senci raspada unije Švedske i Norveške, velikog štrajka i pojave socijaldemokratije. Njegova primarna meta bili su pisci poslednje decenije 19. veka, pre svega Verner fon Hajdenstram, Oskar Levertin i Elen Kej, kao i one koji su se dodvoravali švedskom kralju Karlu XII, ali se u svojim člancima dotakao i švedske vojske, monarhije, geografa Svena Hedina, koji se protivio uvođenju demokratije, i Švedske akademije. Ova u početku književna rasprava o osamdesetim i devedesetim godinama 19. veka postala je, kada su joj se pridružili mnogi kritičari, pisci i poslanici, delimično i debata o pravu glasa, odbrani zemlje i demokratiji, nešto poput najave Seljačkih demonstracija 1914, kada je 30 000 ljudi u Stokholmu protestovalo protiv liberalne politike odbrane.
Tokom svoje duge karijere, Strindberg se, kao novinar i učesnik u debatama, suočavao sa feministkninjama, crkvom, kolegama i prijateljima iz svih grupacija. Ponekad mu se činilo da ga progone, a smatrao je i da je marginalizovan. Menjao je gledišta nekoliko puta u životu i nazivan je „radikalnim reakcionarom“, ali je zadržao narodski pogled na život iz ugla „običnog sveta“, zbog svoje kritičke nastrojenosti prema autoritetima. Za svoje stvaralaštvo, žrtvovao je i sebe, i druge.

### Žensko pitanje
U programskom tekstu Ženska prava (Kvinnans rättigheter) štampanom 1884. kao predgovor Brakovima, Strindberg istupa kao rani zagovornik prava glasa za žene.
Smatra se da je imao komplikovan odnos prema ženama tokom svog života, o čemu svedoče njegovi razvodi. Strindberg je često nazivan ženomrscem, ali se opravdanost te tvrdnje poslednjih godina sve više preispituje. Švedsko-britanska autorka Eivor Martinus u svojoj knjizi Malo đavo, malo anđeo (Lite djävul, lite ängel!) razmatra pozamašnu prepisku između Strindberga i njegovih žena. Zaključak Martinusove je da pisac nikako nije mogao mrzeti žene, iako je često dolazio u sukob s njima. Činjenica je da je često obožavao ženu jednako silno koliko ju je znao mrzeti. Ginolatrija, odnosno obožavanje žene, bila je reč kojom se Strindberg služio i u romanima i u pismima.
Nakon što je Oto Vajninger napisao Pol i karakter (Geschlecht und Charakter) 1903. godine, poslao je knjigu Strindbergu, a ovaj je u pismu svom prevodiocu na nemački, Emilu Šeringu, knjigu opisao kao užasnu, ali je istovremeno smatrao da je Vajninger navodno rešio najteži od svih problema, „problem žena“. Strindberg je Vajningeru zatim putem razglednice od srca zahvalio za to rešenje. Nakon što je iste godine Vajninger izvršio samoubistvo, Strindberg je napisao da je ovaj smrću zapečatio svoja uverenja.
U članku Poslednja reč o ženskom pitanju (Sista ordet i kvinnofrågan) iz 1887. godine, Strindberg je izneo stanovište da su se žene probile na muško tržište rada i da je nepravedno što žena ne mora da plaća polovinu troškova izdržavanja za svoju decu, da je žensko pitanje zapravo pitanje aseksualnosti, da ima mnogo hermafrodita u Norveškoj i da su najpoznatiji pobornici ženskih prava hermafroditi, a među njima i Bjernstjerne Bjernson. Takođe je pisao i da Sonja Kovalevski nije neki matematičar, i da je svoju disertaciju napisala na osnovu rada nemačkog matematičara Karla Vajerštrasa.

### Antisemitizam
Strindbergov odnos prema antisemitizmu tema je brojnih studija, između ostalog i monografije koju je napisao švedski autor Jan Mirdal, koji Strindberga naziva „najčuvenijim antisemitom u Švedskoj osamdesetih godina 19. veka“. Ovakvi Strindbergovi stavovi mogu se videti u poglavlju „Jevreji“ u delu Švedski narod, i poglavlju „Mojsije“ u delu Novo carstvo. Njegov antisemitizam zasniva se na ideji o ekonomskom i kulturnom uticaju Jevreja. Strindbergovi stavovi o toj temi, međutim, vremenom su oslabili, i on se 1884. godine ogradio od svog antisemitizma člankom „Moja mržnja prema Jevrejima“ („Mitt Judehat“) u socijaldemokratskim novinama Tiden. Kao i u mnogim drugim pitanjima, ipak nastavlja da bude ambivalentan, protivrečno se izjašnjavajući i za i protiv Jevreja.
Pred kraj života, Strindberg je učestvovao u tadašnjij spekulaciji o teoriji rase. U delu Plava knjiga (En blå bok, 1907) piše o takozvanim majmunčićima  , terminu koji je preuzet iz Teozoologije Jerga fon Libenfelsa (rođen kao Adolf Lanc). Prema Strindbergu i Libenfelsu, „majmunčići“ su rasa polu-ljudi koji su nastali u praistoriji tako što su se žene sparivale s majmunima. Predstavnici ovih polu-ljudi u modernom dobu prvenstveno su Jevreji i Romi. U Plavoj knjizi, Strindberg u vezi sa njima pominje bradatu damu ili „majmunicu“ Huliju Pastranu i Noru, glavnu junakinju Ibsenovog Lutkinog doma (to je takođe bilo ime njegove majke), kao i Alijenusa, verovatno iz Hansa Alijenusa švedskog književnika Vernera fon Hajdenštama. „Pavijani“ U eseju Strindbeeg i Lanc fon Libenfels iz 1972. godine, Sven Stolpe detaljno obrađuje vezu između ove dvojice.

## Druge aktivnosti

### Slikarstvo
August Strindberg bavio se i slikarstvom, i mada za njegovog života njegovim slikama nije poklonjena neka veća pažnja, Strindberg se danas ubraja među relativno malobrojne švedske slikare čija dela na aukcijama dostižu milionske iznose.
Slikarstvo Strindbergu nikada nije bilo glavno zanimanje, i nikada nije izučavao tehniku slikanja u umetničkoj školi ili na akademiji. Iako se u obzir mora uzeti to da je bio slikar amater, zbog njegovog tvrdoglavog slikarskog temperamenta u poslednje vreme mnogi ga smatraju pretečom ekspresionizma kao umetničke forme. Tokom 70-ih godina 19. veka družio se sa mnogim mladim umetnicima poput Karla Lašona i drugih u koloniji u Gre sir Luanu u Francuskoj – više njih pripadalo je takozvanim Protivnicima (Opponenterna), koji su se suprotstavljali formalističkim idealima Akademije umetnosti – Strindberg je tako i sam započeo svoje prve izlete u slikarstvo, a bio je i kritičar umetnosti.
Sam Strindberg je o svojim slikama rekao da one nisu imitacija prirodnih objekata već da „treba slikati svoju unutrašnjost, a ne crtati stenje i kamenje, koje je samo po sebi prilično besmisleno, i jedino dobija neku formu time što prođe kroz pećnicu svesnog i osećajnog subjekta. Zato nije slikao napolju, već kod kuće, prema sećanju i uz pomoć mašte“. Kao što je napisao u Služavkinom sinu, slikao je „uvek more, sa obalom u prednjem planu“.
Kada je mnogo godina kasnije ponovo počeo da slika, koristio je isti metod i istu vrstu motiva, a stil mu je bio obeležen ličnom improvizacijom. Smatra se da je na njega delimično uticao Gistav Kurbe, čija je dela imao prilike da vidi tokom svog prvog putovanja u Pariz, 1876. godine. Navode se i impresionisti, o kojima je tokom tog putovanja pohvalno pisao. Strindberg je brzim potezima bacao boju u flekama na platno, slikao je svoj konstantno uzburkani temperament, a mašta mu se slobodno kretala. Strindberg je izlagao svoje slike u Stokholmu 1892. godine, u Berlinu 1893. i ponovo u Stokholmu 1895. godine, ali njegov pravi umetnički proboj bio je posthuman, tek 60-ih godina 20. veka, kada su njegove slike izložene u galeriji Observatorium u Stokholmu, a nešto kasnije i u Muzeju moderne umetnosti u Parizu. To je označilo početak mnogih zasebnih izložbi Strindbergovih slika širom Evrope. Razvoj umetnosti tokom 20. veka omogućio je novu perspektivu: dok se ranije nazivao modernistom, sada se o Strindbergu moglo govoriti u terminima kao što su ekspresionizam i apstraktni ekspresionizam. Iako su mu slike prikazivale konkretne stvari, često su se doticale apstraktnih tema, što su mu kritičari savremenici zamerali.
Kasnije vrednovanje Strindbergove umetnosti dovelo je do isticanja drugih delova onoga što je napisao o umetnosti. Pismo u kome formalno objašnjava Polu Gogenu da ne može da napiše propratni tekst za njegovu izložbu smatra se internacionalno najpoznatijom švedskom recesijom u umetnosti. Gogen je smatrao da je tekst bio tako dobro napisan da ga je upotrebio kao predgovor kataloga izložbe.

Strindbergove slike nalaze se, između ostalog, u Geterborškom muzeju umetnosti, Nacionalnom muzeju u Stokholmu i Nordijskom muzeju.

## Literatura
- Everdell, William R., The First Moderns: Profiles in the Origins of Twentieth-Century Thought. Chicago: University of Chicago Press. 1997.  978-0-226-22480-0. (cloth).  978-0-226-22481-7. (bpk)
- Brita M. E. Mortensen, Brian W. Downs, Strindberg: An Introduction to His Life and Work, Cambridge: Cambridge University Press, 1965 [мртва веза]
- Hallström, Fatima (februar 2002). „Strindberg: The Verbalizer as Visualizer”. Black & White. 4 (17): 70—72. ISSN 1522-4805.
- Heller, Otto (1918), „The Eccentricity of August Strindberg”, Prophets of Dissent, New York: Alfred A. Knopf, стр. 71—105
- Grimberg, Carl (1924). Svenska folkets underbara öden, del IX. Stokholm: P. A Norstedt & söners förlag.
- Prideaux, Sue, (2012). Strindberg: A Life. New Haven, CT: Yale University Press. ISBN 978-0300136937.
- Schroeder, J., Stenport, A., and Szalczer, E., editors (2018). August Strindberg and Visual Culture. New York: Bloomsbury. ISBN 978-1-5013-3800-7.
- Sprinchorn, Evert, (1982). Strindberg As Dramatist. New Haven, CT: Yale University Press. ISBN 978-0300027310.
- Adams, Ann-Charlotte Gavel, ур. (2002). Dictionary of Literary Biography. Vol. 259 Twentieth-Century Swedish Writers Before World War II. Detroit, MI: Gale. ISBN 978-0-7876-5261-6..
- Carlson, Marvin (1993). Theories of the Theatre: A Historical and Critical Survey from the Greeks to the Present. Expanded ed. Ithaca and London: Cornell University Press. ISBN 978-0-8014-8154-3..
- Ekman, Hans-Göran (2000). Strindberg and the Five Senses: Studies in Strindberg's Chamber Plays. London and New Brunswick, New Jersey: Athlone. ISBN 978-0-485-11552-9..
- Gunnarsson, Torsten (1998). Nordic Landscape Painting in the Nineteenth Century. New Haven: Yale University Press. ISBN 978-0-300-07041-5..
- Innes, Christopher, ур. (2000). A Sourcebook on Naturalist Theatre. London and New York: Routledge. ISBN 978-0-415-15229-7..
- Lagercrantz, Olof (1984). August Strindberg. Trans. Anselm Hollo. New York: Farrar Straus Giroux. ISBN 978-0-374-10685-0..
- Lane, Harry. (1998). „Strindberg, August.”. The Cambridge Guide to Theatre. ISBN 978-0-521-43437-9.. Ed. Martin Banham. Cambridge: Cambridge University Press. 1040–41. .
- Strindberg, August; Martinus, Eivor, trans (1987), Motherly Love, Pariah, The First Warning, Oxford: Amber Lane, ISBN 0-906399-79-3.
- Strindberg, August; Martinus, Eivor, trans (1990), The Great Highway, Classics, Bath: Absolute, ISBN 0-948230-28-2.
- Strindberg, August (1995),  McLeish, Kenneth, ур., Miss Julie, London: Nick Hern Books, ISBN 978-1-85459-205-7
- Encyclopedia of Literature, Springfield, MA: Merriam-Webster, 1995, ISBN 0-87779-042-6.
- Meyer, Michael (1987) [1985], Strindberg: A Biography, Lives, Oxford: Oxford University Press, ISBN 0-19-281995-X.
- Oland, Edith; Oland, Wärner, transl.; Strindberg, August (1912), Plays (PDF), 1: The Father, Countess Julie, The Outlaw, The Stronger, Boston: Luce.
- Oland, Edith; Oland, Wärner, transl.; Strindberg, August (1912), Plays (PDF), 2: Comrades, Facing Death, Pariah, Easter, Boston: Luce.
- Oland, Wärner, transl.; Strindberg, August (1912),  Oland, Edith, ур., Plays (PDF), 3: Swanwhite, Advent, The Storm, Boston: Luce.
- Paulson, Arvid, transl; Strindberg, August (1970), World Historical Plays, New York: Twayne Publishers & The American-Scandinavian Foundation, ISBN 1-135-84140-3.
- Robinson, Michael, ур. (2009), The Cambridge Companion to August Strindberg, Companions to Literature, Cambridge: Cambridge University Press, ISBN 0-521-60852-X.
- Sandbach, Mary, transl; Strindberg, August (1987) [1984], By The Open Sea, Harmondsworth, Middlesex: Penguin, ISBN 0-14-044488-2.
- Schluessner, Ellie, transl; Strindberg, August (1912), The Confession of a Fool (PDF), London: Stephen Swift.
- Schluessner, Ellie, transl; Strindberg, August (1913), The Red Room (PDF), New York and London: Putnam.
- Ward, John (1980). The Social and Religious Plays of Strindberg. London: Athlone. ISBN 978-0-485-11183-5..
- Williams, Raymond (1987) [1968], Drama from Ibsen to Brecht, London: Hogarth, ISBN 0-7012-0793-0.
- Williams, Raymond (1966), Modern Tragedy, London: Chatto & Windus, ISBN 0-7011-1260-3.
- Williams, Raymond (1989),  Pinkney, Tony, ур., The Politics of Modernism: Against the New Conformists, London and New York: Verso, ISBN 0-86091-955-2.

## Spoljašnje veze
- Avgust Strindberg на сајту Пројекат Гутенберг (језик: енглески)
- Avgust Strindberg на сајту Internet Archive (језик: енглески)
- Avgust Strindberg на сајту LibriVox (језик: енглески)
- The Father, Countess Julie, The Outlaw, The Stronger
- Comrades, Facing Death, Pariah, Easter
- Swanwhite, Advent, The Storm
- There are Crimes and Crimes, Miss Julia, The Stronger, Creditors, and Pariah
- To Damascus Part 1
- Road To Damascus Parts 1, 2, and 3
- The Red Room.
- The Confession of a Fool.
- Avgust Strindberg на веб-сајту Internet Broadway Database (језик: енглески)
- Avgust Strindberg на веб-сајту  (језик: енглески)
- Photographs by Strindberg from the National Library of Sweden on Flickr
- Strindberg, August, Works (на језику: Swedish), Projekt Runeberg.
- Strindberg, August, Collected works and manuscripts (на језику: Swedish), Swedish Literature Bank.
- Strindberg, Collected works (на језику: Swedish) (National изд.), Stockholm University, Архивирано из оригинала 31. 10. 2001. г..
- „Concordance”, Språkbanken, SE: Gothenburg University, Архивирано из оригинала 24. 01. 2010. г., Приступљено 16. 07. 2019.
- August Strindberg and absinthe; in his life and in his works
- Strindbergssällskapet [The Strindberg Society], Архивирано из оригинала 12. 8. 2010. г., Приступљено 11. 4. 2010.
- Strindbergs Museet [The Strindberg museum], SE, Архивирано из оригинала 11. 6. 1998. г..
- Strindberg Museum in Austria (на језику: German), Saxen, Upper Austria.
- August Strindberg Society, Los Angeles, CA, USA, Архивирано из оригинала 28. 7. 2011. г., Приступљено 11. 4. 2005.
- Productions of Strindberg's plays, Australia: AusStage
- „The Celestographs of August Strindberg”, Cabinet (3), leto 2001.
- Review of exhibition of paintings by Strindberg, British Theatre Guide, Архивирано из оригинала 3. 3. 2016. г., Приступљено 16. 7. 2019
- Strindberg and Helium.
- Strindberg, August, „The New Arts! or The Role of Chance in Artistic Creation”,  Ур.: Robinson, Michael, Selected essays[мртва веза].
- A Dream Play (manuscript) at World Digital Library
- Burkhart Brückner: Biography of Johan August Strindberg in: Biographical Archive of Psychiatry (BIAPSY).